# Cocoon: el regreso
Cocoon: el regreso es una película estadounidense de ciencia ficción de 1988, secuela de la película Cocoon de 1985. Todos los actores de la primera película interpretaron de nuevo su papel en esta segunda película, aunque Brian Dennehy solo aparece en una escena al final de la película.

## Sinopsis
Cinco años después de haberse ido, los Antareanos regresan a la tierra a rescatar los capullos que tuvieron que dejar atrás. Antes de poderlos recuperar, uno de los capullos es descubierto por un equipo de investigación científica el cual lo lleva a un laboratorio para realizarle exámenes y estudios. 
Los alienígenas y sus aliados humanos deben encontrar un modo de recuperar el capullo a tiempo para alcanzar la nave que los llevará de regreso mientras que los humanos que viajan con ellos deben decidir si regresar a Anterea o quedarse en La Tierra y convertirse nuevamente en mortales.
Joe (Hume Cronyn) descubre que su leucemia ha regresado, pero sabe que se curará una vez que él y Alma dejen la tierra. 
Cuando Alma es arrollada por un automóvil intentando salvar a un niño, Joe le da lo último de su fuerza vital, salvándola pero sacrificándose a sí mismo. Antes de morir, él le dice a Alma (Jessica Tandy) que la ama y que tome el trabajo que le han ofrecido. Arthur (Don Ameche) y Bess (Gwen Verdon) descubren que Bess está embarazada y deciden criar al niño en Anterea así podrán vivir lo suficiente para verle crecer. Ben (Wilford Brimley) y Marilyn (Maureen Stapleton) se ponen nuevamente en contacto con sus familiares y amigos, incluyendo a Bernie (Jack Gilford) quien ha encontrado el amor en los brazos de Ruby, alivianando su depresión después de la muerte de su esposa Rose (Herta Ware). Y aunque un enamorado Jack (Steve Guttenberg) trata de conquistar nuevamente a Kitty (Tahnee Welch), ella a su vez
le concede una vista de su futuro, enseñándole a sus hijos y una esposa con una pequeña marca de nacimiento en forma de corazón en su cuello.
A la noche siguiente, antes que Ben, Mary, Art y Bess se vayan para conocer a los Antareanos, Alma les dice que ella se quedará en la tierra para trabajar en una escuela de preescolar, Art, Kitty, Ben y su nieto David (Barret Oliver) se van a rescatar al Antareano del instituto Oceanográfico. Sara, una de las científicas que trabaja para el instituto se percata de los planes de la compañía para entregar al alienígena a los militares. Disgustada por esto, cuando descubre que quieren rescatarlo, les ayuda a escapar y liberarlo. Después de que los cuatro lleguen al bote de Jack en el océano, Ben les hace saber al resto que él y Mary se quedarán también en la tierra, dado que la familia era más importante que vivir eternamente y que no debían vivir más allá de lo que lo harían sus hijos.
Cuando la nave espacial llega, son recibidos por Walter (Brian Dennehy) frente los Antareanos, Art y Bess y los capullos dejados atrás del viaje anterior son llevados a bordo de la nave espacial la cual parte hacia su planeta natal. 
De vuelta en el puerto, después de haberse despedido de Ben, Mary y David, Jack es alcanzado por Sara (Courteney Cox) quien le pregunta si él sabe de algún lugar donde pueda conseguir gasolina. Ellos caminan y platican por un rato donde Sara le cuenta a Jack que ha renunciado a su trabajo. Eventualmente él nota la pequeña marca de nacimiento en forma de corazón en su cuello.

## Reparto
- Don Ameche	    ...	Art Selwyn
- Wilford Brimley     ...	Ben Luckett
- Hume Cronyn	 ...	Joe Finley
- Courteney Cox	 ...	Sara
- Brian Dennehy	 ...	Walter
- Jack Gilford	 ...	Bernie Lefkowitz
- Steve Guttenberg    ...	Jack Bonner[1]
- Maureen Stapleton   ...	Mary Luckett
- Jessica Tandy	 ...	Alma Finley
- Gwen Verdon	 ...	Bess McCarthy-Selwyn
- Herta Ware	         ...	Rosie Lefkowitz
- Tahnee Welch	 ...	Kitty
- Barret Oliver	 ...	David
- Linda Harrison	 ...	Susan
- Tyrone Power, Jr.    ...	Pillsbury
- Clint Howard	 ...	John Dexter
- Charles Lampkin     ...	 Pops